# Rubus novanglicus
Rubus novanglicus är en rosväxtart som beskrevs av Liberty Hyde Bailey. Rubus novanglicus ingår i släktet rubusar, och familjen rosväxter. Inga underarter finns listade i Catalogue of Life.